# Renji Abarai
Renji Abarai (阿散井 恋次 Abarai Renji?) es un personaje del manga y anime Bleach. Es el teniente del sexto escuadrón, liderado por el capitán Byakuya Kuchiki, es amigo de Ichigo Kurosaki y esposo de Rukia Kuchiki.

## Perfil
Es un shinigami pelirrojo, con unos tatuajes muy peculiares en las cejas y también por su cuerpo, se desconoce por qué los tiene. Tiene el cabello largo, suele llevarlo recogido en una coleta, y también en el anime y el manga se le puede ver con él suelto. Otro peinado que lleva es el de una trenza. Todos los lentes de sol que Renji usa los adquiere en la famosa tienda "Silver Dragonfly Glasses Store" (Tienda de lentes "La Libélula Plateada") y cada uno le cuesta el salario de medio año. Desafortunadamente, cada vez que usa un par, estos terminan rotos de una manera u otra (usualmente en una batalla con Ichigo). Le gusta el taiyaki (una tortilla con forma de pescado que tiene relleno de una pasta de frijoles dulces) y detesta la comida picante.
Parece peligroso y rudo, pero en realidad no es así, es leal, también suele ser bastante arrogante, está bastante confiado en sus poderes y no suele arredrarse ante una batalla, al contrario, sale a su encuentro. Admira y venera a Byakuya Kuchiki, al cual quiere superar. Siempre parece estar enfadado, en especial cuando tiene que enfrentarse contra alguien. Es amable con sus amigos, en especial con Rukia Kuchiki, con quien mantiene una relación amistosa muy fuerte y quien ahora es su esposa. Es muy competitivo y perseverante, no se rendirá fácilmente ante algo hasta conseguirlo.

## Historia

### Pasado
Renji y Rukia Kuchiki se conocieron en el Rukongai, en el que habitaban en uno de los distritos más conflictivos de todos (el número 78), decidieron hacerse shinigamis para salir de ese sitio y tener un futuro, allí Rukia fue adoptada por el clan Kuchiki y Renji tomó la decisión de superar al líder de su clan Byakuya Kuchiki y adquirir gran fuerza.
Poco a poco fue progresando en la academia de shinigamis, cada vez más separado de Rukia aunque trabando amistad con Iduru Kira y Momo Hinamori, en una de las misiones en el mundo real para ejecutar funerales del alma, fueron sorprendidos por varios Huge Hollow que sabían ocultar su presencia espiritual, estos mataron a dos de sus superiores. Kira, Renji y Hinamori unieron fuerzas para proteger al último de ellos, Shūhei Hisagi, aunque sus esfuerzos fueron en vano, cuando todo parecía perdido llegaron al rescate el Capitán del Quinto Escuadrón Sōsuke Aizen y su Teniente Gin Ichimaru.
Después de eso y de graduarse ingresó junto a sus compañeros en el Quinto Escuadrón, aunque pronto fue traspasado (debido a su carácter conflictivo para Aizen) al Undécimo Escuadrón de Zaraki Kenpachi, en la que conoció a Madarame Ikkaku y con el que desarrolló una fuerte amistad, además de encontrar en él un compañero de entrenamiento. El mismo día en el que Rukia parte para Karakura, le comunican los Teniente de los Tercer y Quinto Escuadrones (Kira y Hinamori)que será nombrado Teniente de la Sexto Escuadrón.

### Sociedad de Almas
Renji reaparece en Karakura junto a Byakuya para llevarse a Rukia, condenada por transferencia de poderes a un humano, allí le muestra su poder a Rukia y derrota fácilmente al quincy Uryû Ishida, Ichigo Kurosaki aparece entonces para rescatar a Rukia pero Renji lo derrota usando su shikai, no obstante la batalla se inclina a favor del joven shinigami, que supera por completo al Teniente y debe ser salvado por Byakuya, que usando el senka destroza el saketsu y hakushui de Ichigo y lo deja al borde de la muerte. Finalmente su Capitán y él vuelven a la Sociedad de Almas con la prisionera Rukia.
Renji le presta su apoyo cuando está encarcelada y confía en que la intervención de Byakuya para salvarla, sin embargo esta no se produce y Renji comienza a debatirse entre la amistad con su amiga y lo que debe hacer como shinigami. Poco después Ichigo Kurosaki, Uryû Ishida, Inoue Orihime y Yasutora Sado se infiltran en la Sociedad de Almas, siendo detenidos en la puerta primero por Jidanbô después por el Capitán Ichimaru, aunque lograrán entrar en el Seireitei gracias al cañón de Kūkaku Shiba, justo entonces Renji se reúne con Sōsuke Aizen.
Cuando Ichigo, Ganju Shiba y Hanatarō Yamada se aproximaban al Palacio de la Penitencia para salvar a Rukia, Renji se anticipa a los demás y los encuentra, entablando de nuevo combate con el shinigami, aunque Renji super a Ichigo claramente con Zabimaru, Ichigo logra derrotarlo usando su Getsuga Tenshō. En su derrota, Renji recuerda los buenos momentos con Rukia y le pide a Ichigo que la salve. Es encontrado por Iduru Kira y no es degradado por su derrota a pesar de que Byakuya Kuchiki lo recomienda.
Tras fugarse de la prisión y entrenar junto a Ichigo Kurosaki su propio bankai, decide salvar a Rukia pero es detenido por Byakuya. Aunque Renji evita el senka y sorprende al Capitán con su bankai (Hihiō Zabimaru), Byakuya lo derrota de un solo golpe con su propia liberación completa, aunque reconoce su determinación. Retsu Unohana cura sus heridas y lo deja a cargo de Hanatarō Yamada, el día de la ejecución mientras Ichigo se enfrenta a los shinigamis, Renji escapa con Rukia. Sin embargo en su huida es detenido por el Capitán del Noveno Escuadrón Kaname Tōsen que lo transporta de nuevo al Sōkyoku una vez revelada la conspiración de Aizen.
Aunque Renji protege con todas sus fuerzas a Rukia y traza un plan con Ichigo, ambos son derrotados fácilmente y el hōgyoku es extraído. Finalmente todos los shinigamis disponibles, además de Jidanbō y Kūkaku Shiba llegan para detener a los Capitanes traidores, pero logran huir, gracias a la negación de los Menos Grande, a Hueco Mundo. Los shinigamis son curados, los ryoka indultados y la calma vuelve al Seireitei. Tras unos días, éstos abandonan la Sociedad de Almas sin Rukia, que permanece con su hermano.

### Los Arrancar
Después de que Ichigo y sus amigos resultaran derrotados por los Arrancar Ulquiorra Cifer y Yammy, el capitán general Yamamoto envía una fuerza de avanzadilla comandada por Tōshirō Hitsugaya estará acompañado por Rangiku Matsumoto, Rukia Kuchiki, Madarame Ikkaku y Yumichika Ayasegawa, además del propio Renji, tras reunirse en casa de Ichigo y darle información sobre los Menos Grande todos entran en el instituto de Karakura y buscan alojamiento, Renji parte a casa de Kisuke Urahara, en la que le pide respuestas a ciertas preguntas. Esa misma noche un grupo de Arrancar comandados por el Sexto Espada Grimmjow Jeaguerjaques irrumpen en Karakura sin autorización de Aizen y entablan combate con las fuerzas de Hitsugaya.
Renji se enfrenta a Yilfortd Granz, que supera al Teniente con facilidad incluso con su bankai, aunque cuenta con la ayuda inesperada de Ururu el Arrancar recobra la ventaja al liberar su zanpakutō (Del Toro), Renji logra vencer y acabar con Yilfortd cuando la liberación del límite es aprobada y sus fuerzas se multiplican por cinco. Tras esto Urahara solo accede a aclarar sus dudas si ayuda a entrenar a Yasutora Sado, Renji accede y durante el próximo mes entrena sin descanso con Chad, tanto es así que cuando un grupo Arrancar formado por varios Espada irrumpe en Karakura, ninguno de los dos puede combatir. Urahara decide ir en su lugar para ayudar a sus amigos.
Finalmente los Arrancar se retiran cuando Ulquiorra Cifer da la orden, el día siguiente el capitán general Yamamoto y el Capitán Ukitake informan de la desaparición de Inoue Orihime, a la que consideran traidora, Renji e Ichigo se ofrecen para ir a Hueco Mundo al rescate, pero Yamamoto deniega esto y envía a Kenpachi Zaraki y a Byakuya Kuchiki para ordenar la retirada de las fuerzas de Hitsugaya, que vuelven a la Sociedad de Almas apenados.

### Hueco Mundo
Sin embargo Ichigo va en busca de Urahara para llegar a Hueco Mundo, en efecto el tendero le abre la Garganta y el shinigami parte junto a Uryū Ishida y Yasutora Sado. En la Sociedad de Almas Rukia Kuchiki y Renji deciden ir en busca de Inoue y deciden volver a Karakura, Byakuya les ayuda, les abre la puerta y les da unas capas para soportar la arena del mundo Hollow, ya en Karakura Urahara les abre la Garganta y ambos compañeros se reúnen a Ichigo y los demás cuando estaban en aprietos ante el guardián del desierto, el Hollow Lunaganga (que es derrotado por Rukia). Todos se dirigen a Las Noches con la ayuda de los Arrancar Nel, Dondochakka Bilstin y Pesshe Guatiche, con los que hacen buenas migas.
Finalmente, en el muro de Las Noches, Renji e Ichigo abren un hueco con sus shikais y entran, tras avanzar, encuentran cinco caminos diferentes y deciden separarse y hacer un cántico para jurar que volverán a encontrarse, los Hermanos del Desierto los siguen después de irse. Renji se encuentra con Dondochakka en su carrera, preocupado por Nel y Pesshe, que han seguido caminos diferentes y afrontan junto a Ichigo e Ishida las batallas con los Privaron Espada. Renji es el último en entrar en combate ya que cae en la trampa del Octavo Espada Szayel Aporro Granz junto a Dondochakka.
El bankai de Renji es anulado por el Espada, que resulta ser el hermano de Yilfortd Granz, a quien Renji derrotó. Szayel Aporro derrota fácilmente a Renji, que apenas logra infligirle una herida no obstante es ayudado por el quincy Uryū Ishida que va acompañado de Pesshe Guatiche, aunque los poderes de Ishida también son sellados ambos logran trazar un plan y herir gravemente al Espada, que sobrevive gracias a su Fracción. A pesar de intentar huir, el Espada los manipula y libera su zanpakutō (Fornicarás) para divertirse a su costa y torturarlos creando clones de ellos y muñecos vudú. Cuando todo parece perdido aparece el Capitán del Duodécimo Escuadrón Mayuri Kurotsuchi junto a su Subcapitana Nemu Kurotsuchi dispuesto a entablar combate. Tras una dura batalla de inteligencia Mayuri se alza victorioso y acaba con Szayel Aporro.
Renji e Ishida son curados mientras el resto de Capitanes luchan. Cuando estas terminan, Sōsuke Aizen se comunica con todos ellos y les explica que el secuestro de Orihime Inoue era parte de su plan para atrapar a varios shinigamis y ryoka en Hueco Mundo (cerrando sus Gargantas) y así poder destruir Karakura fácilmente y crear la Ōken. Al encontrarse en Karakura con el resto de Capitanes del Gotei, Aizen convoca a sus tres Espada más poderosos.

### La Batalla por Karakura
Cuando Ichigo Kurosaki trata de alcanzar a Orihime Inoue, custodiada por el Cuarto Espada Ulquiorra Cifer, los Caballeros Exequias se interponen en su camino, sin embargo, Yasutora Sado, Rukia Kuchiki y el propio Renji aparecen para enfrentarse al escuadrón ejecutor. No obstante es Rukia la que enfrenta a los enemigos pues Renji y Sado son atacados por innumerables Hollow. Al destruir a todos los Hollow, Renji va a la ayuda de Rukia y sorprende al líder de los Exequias con su poder espiritual, comparándola ésta con la de una espada. Al congelar Rukia al líder de los Exequias, cae el Décimo Espada Yammy Llargo, aplastando al líder de los Exequias e iniciando la batalla contra él mismo. 

### Saga del Agente Perdido
Después de que Ginjo le dijera a Rukia que es imposible el hecho de que Ichigo pudiera recuperar sus poderes con el reiatsu de una sola persona, Renji hace acto de presencia junto a Byakuya Kuchiki, Toshiro Hitsugaya, Kenpachi Zaraki e Ikkaku Madarame, diciéndole a Ginjo que todos ellos han aportado su Reiatsu a la espada creada por Urahara con el fin de devolverle sus poderes a Ichigo, y que esto no a resultado ningún problema para ellos.
Luego explica a Ichigo que el devolverle sus poderes ha sido una orden del comandante general para después burlarse diciendo que el comandante general debe tener un lado amable por su intento de ayuda a Ichigo. 
Luego de que Yukio activara su sala de Chat, Renji es emparejado con Jackie, una vez en la zona de combate, el shinigami en un gesto de caballerosidad permite la integrante de Xcution la cual se dispone atacar.
En ese momento Renji se da cuenta de que la segunda forma del fullbring de Jackie, es parecido al escape de una motocicleta, y le pregunta si su poder aumenta mientras más revoluciones alcance, en eso una sorprendida Jackie le pregunta como un shinigami sabe de motocicletas. A lo que Renji, contesta que fue gracias a Hisagi que llevó una moto del mundo de lo vivos a la sociedad de almas causando un completo escándalo en el seretei, lo que le valió una buena amonestación de sus superiores. 
En eso Jackie desafía a Renji a que la ataque, alegando que no sabe con quien se está metiendo. Jackie procede activar su fullbring que expulsa una capa de suciedad que cubre su cuerpo y procede atacar a Renji, con una patada que hace volar a shinigami varios metros.
En eso un ileso Renji le pregunta a Jackie si es fue su golpe, provocándola y enojándola en el proceso, quien le dice al shinigami que no la debe subestimar. Jackie procede atacar contra patada, la cual Renji esquiva y le responde Jackie, con una estocada del mango de su zankpatou en el abdomen, diciéndole que en los últimos 17 meses se ha estado entrenando para confrontar a Aizen y le aclara que sea Xcution, está fuera de liga de los shinigami. 
Renji carga a Jackie Tristan mientras busca una salida de la dimensión de Yukio, indicando que él había esperado que apareciera una salida después de derrotarla. Jackie despierta expresando que esto puede ser debido a que todavía está viva. Sorprendido de que ella es consciente tan pronto, Renji alaba su dureza.
Pero niega su oferta de matarla, antes de darse cuenta de que el cielo comienza a plegarse. Jackie dice que Yukio los ha estado observando y ahora está borrando la dimensión con ellos adentro. Ella lo insta a matarla para que así aparezca una salida, pero Renji de nuevo se niega, insistiendo en que se irán de allí por la fuerza. Jackie comenta que es un buen hombre antes de que ocurra una gran explosión. 
Después de la explosión, Ikkaku Madarame y Kenpachi Zaraki se dan cuenta cuando Renji sale de unos arbustos cuando Ikkaku regaña a Renji por su condición. Renji se disculpa y explica que hace un rato había salido de la dimensión pero no pudo moverse durante un tiempo. Ikkaku le pregunta si derrotó a su Jackie Tristan y Renji asume que ella probablemente esté muerta.
Poco después, Byakuya Kuchiki aparece con una Rukia inconsciente, mientras Renji corre hacia él, preocupado por Rukia. Byakuya se la deja a él, ordenándole que cuide de ella. Renji se queda con Rukia hasta que despierta, preguntándole si está herida. Después, miran como Ichigo rompe la dimensión de Yukio mediante la activación de su Bankai. Luego de presenciar el clímax de la batalla entre Ichigo y Kūgo. Renji trae el cuerpo de Ginjō a la Sociedad de Almas según las instrucciones de Shigekuni Yamamoto Genryūsai. Más tarde, Renji se sorprende al ver a Ichigo en la Sociedad de Almas y le exige saber por qué está allí.

### La Batalla sangrienta de los mil años
Renji asiste con su capitán Byakuya Kuchiki al funeral del teniente de la primera división Chōjirō Sasakibe, mientras esperan a que se inicie la cremación Renji escucha las palabras de su capitán sobre Chojiro Sasakibe. Más tarde, mientras los capitanes están en una reunión, Renji mira a Rukia quien se muestra impaciente por la situación y le dice que se calme. Kira interrumpe el tema preguntando por las recientes desapariciones en el Rukongai. Cuando el Wandenreich ataca el Seireitei, Renji se da cuenta de los pilares azules de fuego causados por su asalto y corre hacia uno de ellos. Momentos más tarde, detiene a Äs Nödt, quien masacró a los Shinigami más débiles del escuadrón 13. Después de un breve enfrentamiento con el Sternritter observa algo tenue en su mano, mientras bloquea uno de sus ataques. De repente, es atacado por un segundo Sternritter, quien trata de golpearlo, pero fue detenido por la oportuna aparición de Byakuya. El Capitán Kuchiki le dice que estas personas fueron quienes asesinaron al teniente Chōjirō Sasakibe, así que no debe mostrar piedad, y le advierte sobre no usar su Bankai ya que puede ser sellado por los Sternritter, entonces Byakuya le dice a Renji que si los Quincy intentan sellar su Bankai el deberá usar el suyo para derrotarlos, explicando que son enemigos, con quienes no se puede luchar sin Bankai.
Renji se sorprende cuando el Bankai de Byakuya es robado y decide usar el suyo. Kuchiki le detiene diciéndole, que no pueden permitirse el lujo de que le roben su Bankai también. Aterrorizado por la dramática situación de la Sociedad de Almas Renji le pregunta cómo se puede luchar sin un arma tan poderosa. Cuando el departamento de Investigación y Desarrollo anuncian que Ichigo viene en camino a la sociedad de almas, Renji escucha la noticia sorprendido.
Luego de que el Capitán Kuchiki es casi derrotado por Äs Nödt, Renji se decide a atacar, pero es detenido con facilidad y luego es atacado por Senbonzakura bajo el mando del Stern Ritter. Luego, Renji intenta atacar liberando su Bankai, pero antes de pronunciar la última sílaba, es fuertemente golpeado por Mask De Masculine, y es finalmente derrotado.
Tiempo después de la partida de los Quincy de la Sociedad de Almas, Shinji le informa a Ichigo que él se ha encargado de operar a Rukia y a Renji y que se encuentran en la unidad de cuidados intensivos. Shinji admite que era demasiado tarde para tratarlos solamente con reiatsu así que los operó para suturar su reishi.
Cuando la Guardia Real aparece, Renji es llevado, junto a Rukia y Byakuya para ser curados de las heridas brutales sufridas en el combate. Al llegar es llevado al Kirinden (Palacio Kirin) donde estaba flotando inconsciente en unas aguas termales pertenecientes al Guardia Real Tenjirō Kirinji. Después de su recuperación es enviado al siguiente palacio, ya que ambos lograron recuperarse primero.
Una vez que Renji, Ichigo y Kon llegan a los dominios de Nimaiya, son avergonzados por sus llamativas bromas, y sorprendidos de que el guardia real este rodeado de docenas de mujeres hermosas. Luego son llevados a una pequeña cabaña que resulta ser el verdadero Hōōden y una vez dentro, Renji junto con Ichigo son arrojados a una fosa donde son rodeados por un grupo de Asauchi. Tras esta acción Nimaiya revela que él tomó sus Zanpakutō sin su conocimiento y procede a romperlas frente a sus ojos. Después de esto, Ōetsu les dice que si pueden sobrevivir, él reforjara nuevamente sus Zanpakutō.
Luego de batallar a las Asauchi durante tres días seguidos, Nimaiya felicita a Renji al pasar su prueba, lo que le valió el derecho a que su Zanpakutō sea reparada. Ichigo por otra parte, falla y queda maltrecho en el suelo. Debido a este resultado expresa que Ichigo no es un verdadero Shinigami, por lo cual usa un portal para regresarlo al mundo de los vivos, alegando que Ichigo primero debe volver a sus raíces. Nimaiya al darse cuenta de cómo se siente Renji, le pregunta por qué no protestó su decisión antes de concluir que Renji está de acuerdo con él. Al explicar la naturaleza en la cual los Shinigami ganan una Zanpakutō, Nimaiya llega a la conclusión de que Ichigo primero tiene que encontrar el lugar donde está su alma.
Más tarde, Renji está entrenando con Rukia en el palacio de Ichibē Hyōsube, en el que ambos notan sus dificultades para mantener la compostura y el movimiento. En ese momento Rukia le informa a Renji sobre la recuperación de Byakuya, lo cual le lleva a tener un flashback de su experiencia en el palacio de Senjumaru Shutara. Una vez termina de recordar estos acontecimientos, Hyōsube, aparece y les propone un entrenamiento, el cual Renji acepta junto a Rukia.
Más tarde Renji junto a Rukia descienden velozmente a la Sociedad de Almas, arribando finalmente al Sereite. Más tarde aparece frente a Mask De Masculine para detener su ataque y evitar que muera el capitán Rōjūrō Ōtoribashi. Mask le pregunta quien es, a lo que él responde que es "un villano". Luego de detener el ataque de Mask, Renji le dice a Rukia que se encargue de los capitanes Rose y Kensei, mientras él se enfrenta a Mask De Masculine después de que Mask mencionara que los villanos usan trucos sucios refiriéndose a los dos capitanes que venció, Renji le agradece y le dice que será lo suficientemente cobarde para ganar pero el Quincy no logra escuchar debido a que aplasto sus tímpanos entonces llama a James quien con solo animarlo logra recuperar sus oídos que estaba dañados. Mask pide a Renji que le diga algo entonces el teniente le dice que es asqueroso originando que este se enfade y se lance a atacarlo pero Renji simplemente lo esquiva y le propina un codazo en su espalda haciendo que el Quincy caiga en el suelo.
Mask se levanta y procede a darle el golpe asesino por lo que Renji lo detiene con su mano haciendo que el Sternritter se moleste más y decida golpear todo entonces Renji aprovecha la oportunidad y corta en múltiples partes a James cuando Mask se percata de esto se molesta más y Renji muy sonriente le dice que ya no podrá recuperarse luego Mask lo llama cobarde y con una sonrisa en la cara Renji le hace recordar que todo los villanos son cobarde y lo corta con su Zanpakuto. Luego de esto Renji queda algo sorprendido al ver que Mask logra curarse y también James se multiplica, tras recibir el ataque de Mask, Renji activa su Bankai para luchar contra Mask no si antes recordar que solo sabía la mitad del nombre de su Bankai sin embargo con la ayuda de Oshou logró mejorar su Bankai y saber el verdadero nombre de este. Al mostrar la verdadera forma de su Bankai, logra sorprender al Sternritter que muy molesto se lanza al ataque entonces la enorme mano de Zabimaru lo sujeta de su brazo y lo fractura posteriormente lo lanza hacia un edificio luego el Quincy se levanta entre los escombros muy enojado e irritado insulta a Renji por lo que Renji se lanza al ataque y lo atraviesa con su espada que lo envuelve con el graneo de la serpiente y lo quema todo el cuerpo del Quincy quien se va volviendo cenizas y se va desintegrando. Posteriormente se revela cual iba a ser el plan de Renji con Rukia primero enfrentarse a un par de Quincys cada uno y posteriormente dirigirse al palacio del Wandenreich, Renji se queda dormido sin percatarse que está siendo vigilado por un Sternritter llamado NaNaNa Najahkoop, al día siguiente Renji se levanta para seguir buscando alguien con quien enfrentarse. Más tarde ve el meteorito que Gremmy crea para destruir todo el Seireitei y muy sorprendido se pregunta que está pasando. Después ve la llegada de Ichigo. Interrumpe la batalla que este estaba teniendo contra los sternritters Meninas McAllon, Bazz-B, NaNaNa Najahkoop y Robert Accutrone diciéndole a Ichigo que él detendrá a los Quincys y que vaya a detener a Yhwach, y que no le importa la relación que tiene su amigo con el Quincy, pero que era el deber de él derrotarlo; Bazz-B los ataca, pero es detenido por el capitán de Renji, Byakuya, quien se une a la batalla junto a Rukia, Hisagi, Ikkaku y Yumichika, así Renji le dice a los Stenritters que no le hagan repetir que los detendrán.
Más tarde, Renji y Rukia llegan al laboratorio de Urahara luego de recibir una llamada urgente, allí se encuentran con Ōmaeda y Shinji. Ōmaeda le informa de cómo sobrevivieron el ataque de Bazz-B, se sorprende cuando llega Suì-Fēng y señala que se ha convertido en una persona amable. En el interior del edificio, Renji se sorprende cuando Urahara revela su intención entrar en el Palacio del Rey Espíritu. Este llega con Rukia justo cuando Ywach se va por el portal, ayuda a Ichigo a seguir adelante ayudándolo, cuando van camino a encontrarse con Ywach Renji habla con Ichigo y le dice que gracias a él, pudo volver a unir esos lazos que estaban rotos por Rukia y le dice que por haberlo ayudado con Rukia el lo apoyara hasta el final, finalmente llegan donde Ywach donde el, Aizen y Ichigo tienen una dura batalla contra el. 10 años después se le ve en la ceremonia para presentar al nuevo capitán del Gotei 13, quien para sorpresa de todos es la mismísima hermana del capitán Kuchiki, donde antes de salir Renji le dice que no se preocupara y que si tenía problemas con gusto él la cargaría haciéndola sonrojar, posteriormente aparece en el mundo humano con Rukia para ver a Ichigo, donde ambos entran a la casa de este quien se encuentra con sus amigos viendo a Chad por el televisor quien ahora es boxeador, luego se ve a Orihime entrando e Ichigo le pregunta sobre Kazui, esta le responde diciéndole que está en su cuarto, luego Ichigo le pregunta a Rukia y a Renji quienes están casados sobre su hija quien iba a venir con ellos, al verlos tan despreocupados le dice a Rukia que fuera por su hija sobre todo al mencionar que esta le encanta meterse en problemas, el capítulo termina con Ichigo y Rukia molestándose a centímetros de su rostro contándole el final de su pelea contra Ywach

## Poderes
- Altísima energía espiritual: Tiene una fuerza espiritual muy considerable, tanto que incluso Hanatarô Yamada lo sitúa aparte respecto a la mayoría de los shinigamis, tal vez sea el Subcapitán más poderoso de la Sociedad de Almas.
- Usuario del Shunpo: Es capaz de moverse a altas velocidades usando el paso instantáneo o shunpo.
- Practicante de Kidō: Renji no es un buen maestro de las artes Kidō, sus hechizos sin cántico (que realiza para pavonearse) apenas tienen potencia y cuando lo realiza sus efectos son descontrolados e imprecisos. Solo se lo ha visto realizar el Hadō 31: Shakkahō.
- Gran capacidad de aprendizaje: Destaca en tener una capacidad de aprendizaje y progreso inusual en un shinigami que lleva tan poco en el Gotei, su carrera a través de las divisiones ha sido meteórica, así como la consecución de su shikai y su Bankai.
- Especialista en Zanjutsu: Renji esta altamente capacitado en las técnicas de esgrima, siendo entrenado por Ikkaku Madarame y luego le superó. Ha aumentado su fuerza y habilidad lo que le permitía convertirse en un Shinigami nivel capitán. Renji es muy versátil debido a esto, y para ejercer de manera efectiva es un testamento a su habilidad. Cuando Hinamori pregunto si se defendió a Renji en una decisión sobre su posible destitución, Aizen dijo que no era el único, ya que "a todo el mundo le gusta y él tiene talento". Cabe señalar que también es el shinigami (además de Rukia e Ichigo) hasta el momento capaz de herir a un Espada usando solo su shikai.

En combate Renji demuestra haber pertenecido a la Undécima División puesto que siempre recurre al cuerpo a cuerpo y a los golpes directos, desprecia usar el kidoh u otras estrategias, su estilo se parece al de Madarame Ikkaku, lógico pues este fue su maestro en lo que a destreza de combate se refiere, además las liberaciones de su Zanpakutō son de tipo "poder" lo cual apoya su predilección por el cuerpo a cuerpo.

## Zanpakutō
Renji suele usar su Zanpakutō en forma sellada solo cuando está seguro de poder derrotar al enemigo, como demuestra en sus combates con Uryū Ishida e Ichigo Kurosaki.
La forma materializada de Zabimaru es un babuino con cola de serpiente Nue (con dos personalidades), en anime aparece con una forma humanizada al ser liberada por Muramasa, una mujer y un niño atado por una cadena.

### Shikai:Zabimaru
La Zanpaku-tō de Renji recibe el nombre de Zabimaru (蛇尾丸, Cola de Serpiente) y se activa con el comando Ruge o Aúlla (咆えろ, hoero). La Zanpaku-tō de Renji en el estado shikai tiene el aspecto de un machete enorme que está dividido en seis fragmentos en cuya hoja sobresalen unas puntas en forma de colmillos y están unida a unas cuerdas y gomas que le permiten hacerse extensible, aunque sea muy útil su habilidad de alargamiento tiene un límite debido a que Renji solo puede realizar solo tres ataques consecutivos, después de eso Zabimaru volverá a la mano de Renji lo que le da una gran debilidad.
Zabimaru posee la habilidad de separarse en trozos y alargarse a voluntad permitiéndole una movilidad y un efecto destructivo sorprendente. Las piezas de la espada se unen y separan con ayuda del reiatsu de Renji. En este estado, esta arma ha demostrado una habilidad claramente definida la cual es:
- Higa Zekkō (狒牙絶咬, Mordisco del Colmillo del Babuino): esta técnica le permite, gracias a su poder espiritual, reunir los trozos de su espada y atacar directamente al enemigo con todos ellos. Solo puede usar la técnica una vez y según parece no es muy agradable para Zabimaru.

### Bankai Incompleto:Hihiō Zabimaru
Es la liberación incompleta del bankai de Renji llamada Hihiō Zabimaru (狒狒王蛇尾丸, Cola de Serpiente, Rey de los Babuinos) la Zanpaku-tō se convierte en un esqueleto gigante con forma de serpiente cuyas cervicales toman la misma forma de la liberación inicial. También sus habilidades son parecidas a las del shikai, pero con un poder destructivo mucho mayor.
Al lograr el bankai, Abarai cambia de aspecto: la parte superior de su uniforme se convierte en una especie de protector de hombros de piel de Babuino, en un lado tiene un cráneo de babuino, y en el brazo que porta el bankai esta piel se extiende hasta la muñeca.
Reconstrucción del Bankai: El Bankai está constituido por piezas de bambú unidas por el reiatsu (energía espiritual), y para invocarle, Renji dice: Ataca Rey de los Babuinos La habilidad de su bankai reside en el hecho de que son piezas de bambú, por lo que Renji puede separarlas a voluntad, y volverlas a unir.
- Hikotsu Taihō (狒骨大砲, Cañón de Huesos de Babuino): Consiste en lanzar una ráfaga de energía de color rojo similar al cero que tiene un gran poder destructivo, la energía de este ataque viaja desde el cuerpo de Renji a través de cada fragmento óseo de su Bankai hasta por fin llegar a la mandíbula y ser disparado por la boca de su Bankai.
- Cuerdas de reiatsu: Renji puede separar su Bankai segmentos, los que usa para rodear a su oponente. Mediante la vinculación de los segmentos juntos de nuevo con su reiatsu, Renji es capaz de doblegar al enemigo a su voluntad. Él usa esta técnica en su combate contra Yammy Llargo, pero él la destruye fácilmente.
- Higa Zekkō (狒牙絶咬, Mordisco del Colmillo del Babuino): Es una versión más poderosa del Hikotsu Taihō, la cual consiste en dividir y controlar los segmentos del Bankai de Renji y dirigirlos hacia el enemigo toda velocidad, estos segmentos contienen toda la energía espiritual almacenada en Hihiō Zabimaru, lo que convierte cada segmento en un arma mortal de gran poder destructivo.

### Bankai Completo:Sōō Zabimaru
La Liberación Completa del bankai de Renji responde al nombre de Sōō Zabimaru (双王蛇尾丸, Reyes Gemelos, Cola de Serpiente). Zabimaru adopta una forma más compacta a diferencia de su versión incompleta. Dentro de los cambios que se puede apreciar la serpiente que servía de arma principal se convierte en una armadura que cubre el brazo derecho, los hombros y parte de la espalda y la cintura de Renji. La parte superior del Cráneo de la Serpiente actúa como un escudo que protege la mano derecha de usuario y posee una hoja de una espada que actúa como el arma principal del Bankai. En adición a esto, tal como pasaba en la anterior liberación, el usuario gana un abrigo protector que cubre la espalda, con la diferencia de que en la parte de lado izquierdo se forma lo que parece un gran brazo de piel de babuino con dedos esqueléticos que posee un poder de agarre bastante destructivo y tiene la facultad extenderse si el usuario lo desea.
Habilidades Especiales del Bankai: Al tratarse de la Liberación completa del Bankai de Renji, Sōō Zabimaru ha mostrado las siguientes técnicas:
- Hihiō (狒狒 王, Rey de los Babuinos): Es una técnica que permite a Renji manipular el brazo del babuino, extendiéndolo para atrapar al enemigo.
- Orochi Ō (オロチ 王, Rey de las Serpientes): Es una técnica que transforma la hoja de su Bankai en una sierra, aumentando el poder corte de la espada.
- Zaga Teppo (蛇牙鉄炮, Colmillo Ardiente de Acero de la Serpiente): Es una técnica que al llegar lo suficientemente cerca para golpear al enemigo, Renji reúne una enorme cantidad de energía espiritual que toma la forma de un cráneo de serpiente. Al ejecutar la técnica el objetivo queda hecho cenizas.

## Curiosidades
- Es el primer Shinigami en la serie que libera Shikai.

- Aparece como cameo en el episodio 483 de One Piece.

- El género de su zanpakutoh zabimaru fue cambiado de masculino a femenino de manera similar a Hazumu Osaragi de Kashimashi ~Girl Meets Girl~.